# 2-Гідроксипентанова кислота
2-Гідроксипентанова кислота або альфа-гідроксивалеріанова кислота - одноосновна оксикарбонова кислота, хімічна формула СН3СН2СН2СН(ОН)СООН
Була синтезована Вілем Юсліном у 1884 році лужним гідролізом етилового естеру альфа-бромвалеріанової кислоти 